# Pachyolpium brevifemoratum
Espèce
Synonymes
- Olpium brevifemoratum Balzan, 1887

Pachyolpium brevifemoratum est une espèce de pseudoscorpions de la famille des Olpiidae.

## Distribution
Cette espèce se rencontre au Paraguay et aux Îles Vierges des États-Unis.

## Systématique et taxinomie
Cette espèce a été décrite sous le protonyme Olpium brevifemoratum par Balzan en 1887. Elle est placée dans le genre Pachyolpium par Beier en 1932.

## Publication originale
- Balzan, 1887 : Chernetidae nonnullae Sud-Americanae, I. Asuncion.